# Rete tranviaria di Nantes
La rete tranviaria di Nantes è un sistema tranviario a servizio della città di Nantes, nei Paesi della Loira.
La rete è gestita da SEMITAN e, al 2025, si compone di tre linee per una lunghezza totale di 44,3 km.

## Rete
La rete tranviaria di Nantes è composta da tre linee:
| Linea | Percorso                                      | Apertura | Ultima estensione | km   | Fermate | Percorrenza |
| ----- | --------------------------------------------- | -------- | ----------------- | ---- | ------- | ----------- |
| 1     | François Mitterrand/Jamet <> Ranzay/Beaujoire | 1985     | 2012              | 18,4 | 34      | 45'         |
| 2     | Orvault-Grand Val <> Gare de Pont Rousseau    | 1992     | 2007              | 11,7 | 25      | 40'         |
| 3     | Marcel Paul <> Neustrie                       | 2000     | 2009              | 14,1 | 32      | 47'         |

La Linea 1, una delle più trafficate di Francia, è lunga 17,6 km, conta 33 stazioni e trasporta poco meno di 29 milioni di passeggeri all'anno: è stata inaugurata il 7 gennaio 1985 ed ha subito un prolungamento nel 1990 e nel 2000; nel 2007 inoltre è stata anche inaugurata una breve diramazione. Oltre a Nantes viene anche servito il comune di Saint-Herblain e l'interscambio avviene con autobus, le linee tranviarie 2 e 3 e la stazione ferroviaria di Nantes. Le fermate sono: François Mitterrand, Tourmaline, Schoelcher, Frachon, Neruda, Tertre, Romanet, Mendès-France Bellevue, Romain Rolland, Lauriers, Jean Moulin, Jamet, Croix Bonneau, Égalité, Du Chaffault, Gare Maritime, Chantiers Navals, Médiathèque, Commerce, Bouffay, Duchesse Anne-Château des Ducs de Bretagne, Gare SNCF Nord, Manufacture, Moutonnerie, Hôpital Bellier, Boulevard de Doulon, Mairie de Doulon, Landreau, Souillarderie, Pin Sec, Haluchère, Halvêque, Beaujoire.
La Linea 2 è lunga 11,7 km, conta 25 stazioni e trasporta circa 24 milioni di passeggeri all'anno: è stata inaugurata nel 1992 ed ha subito dei prolungamenti nel 1993, verso il campus universitario, nel 1994 e nel 2007. Oltre a Nantes viene anche servito il comune di Orvault e Rezé e l'interscambio avviene con autobus e le linee tranviarie 1 e 3. Le fermate sono: Orvault - Grand Val, Le Cardo, René Cassin, Chêne des Anglais, Santos Dumont, Boissière, Bourgeonnière, Recteur Schmitt, École Centrale-Audencia, Facultés, Morrhonnière-Petit Port, Michelet-Sciences, Saint-Félix, Motte-Rouge, Saint-Mihiel, 50 Otages, Place du Cirque, Commerce, Hôtel-Dieu, Aimé Delrue, Vincent Gâche, Wattignies, Mangin, Pirmil, Gare de Pont-Rousseau
La Linea 3 è lunga 14,1 km, conta 32 stazioni e trasporta poco meno di 12 milioni di passeggeri all'anno: è stata inaugurata il 28 agosto 2000 ed ha subito dei prolungamenti nel 2003 e 2009. Oltre a Nantes viene anche servito il comune di Saint-Herblain, Orvault, Rezé e Bouguenais e l'interscambio avviene con autobus e con le linee tranviarie 1 e 2. Le fermate sono: Marcel Paul, Sillon de Bretagne, Orvault-Morlière, Bignon, Jean Rostand, Ferrière, Plaisance, Beauséjour, Longchamp, Alexandre Vincent-Sainte-Thérèse, Rond-Point de Vannes, Félix Faure, Poitou, Viarme-Talensac, Jean Jaurès, Bretagne, Commerce, Hôtel-Dieu, Aimé Delrue, Vincent Gâche, Wattignies, Mangin, Pirmil, Pont-Rousseau-Martyrs, 8 Mai, Balinière, Château de Rezé-Place François Mitterrand, Espace Diderot, Trocardière, Grande Ouche, Les Couëts, Neustrie

## Storia

Matricola 001 nel 1984

In passato la città di Nantes possedeva una rete tranviaria di tipo classico, attivata nel 1879 e smantellata nel 1958.
Alla fine degli anni settanta del XX secolo il nuovo sindaco, Alain Chénard, eletto nel 1977, propose la costruzione di una tranvia per ovviare ai problemi di intenso traffico della città, nonostante nel 1975 il parco di autobus era stato sostituito e ampliato: in quel periodo, in Francia, molte città che precedentemente avevano chiuso le loro linee tranviarie, avevano pensato a una loro reintroduzione, ma fino a quel momento mai nessuna aveva tentato questa strada.
A quel tempo, infatti, l’idea di costruire una nuova rete tranviaria era rivoluzionaria. La tendenza, in tutto il mondo, era quella di chiudere le reti tranviarie esistenti piuttosto che aprirne di nuove, e in Francia ne rimanevano solo tre, relativamente piccole: quelle di Lilla, di Marsiglia e di Saint-Étienne. In Nord America si cominciavano appena a vedere i primi segnali di una rinascita del tram moderno, con l’apertura della rete di Edmonton nel 1978, seguita dai sistemi C-Train di Calgary e Trolley di San Diego nel 1981. In Europa, da molti anni non era stato costruito nessun nuovo sistema tranviario significativo.
Nel 1978 fu proposta la costruzione di due linee, una da nord a sud della città, che attraversasse la Loira, l'altra da est a ovest: nell'agosto dello stesso anno si decise di costruire la seconda, iniziando gli studi preliminari ed i lavori vennero stimati per una cifra pari a quattrocento milioni di franchi; si stimò inoltre che il tram poteva servire una popolazione di settantamila persone e trentasettemila lavoratori, per un flusso annuo di circa diciassette milioni di viaggiatori.
Nel 1979 cominciarono ufficialmente i lavori, ma nel 1983, con l'elezione a sindaco Michel Chauty, oppositore delle realizzazione del tram, questi furono fermati per un breve periodo, ma poi ripresi in quanto già in fase avanzata di realizzazione. Il 19 aprile 1984 fu consegnata la prima vettura e nel secondo semestre dell'anno cominciarono le prime prove: il 21, 22 e 23 dicembre fu fatta una prova generale con l'apertura al pubblico, trasportando un totale di cinquantamila persone, contrastando fortemente quanto sostenevano gli oppositori. Il 7 gennaio 1985 cominciò il servizio commerciale del tram: Nantes divenne la prima città francese a reintrodurre questo sistema di trasporto pubblico.
Al tratto originale che collegava Place du Commerce con Haluchère, nel nord-est della città, fu aggiunta una nuova tratta, un mese dopo, tra Place du Commerce e Bellevue, a ovest, dando origine a una linea di 10,4 km con 22 fermate. Questa linea, che costituisce il nucleo dell’attuale linea 1, fu un successo immediato e trasportava 42 000 passeggeri al giorno già alla fine del primo anno. Nell’aprile 1989, la linea 1 fu estesa di 2,2 km con l’aggiunta di due fermate da Haluchère a Beaujoire.

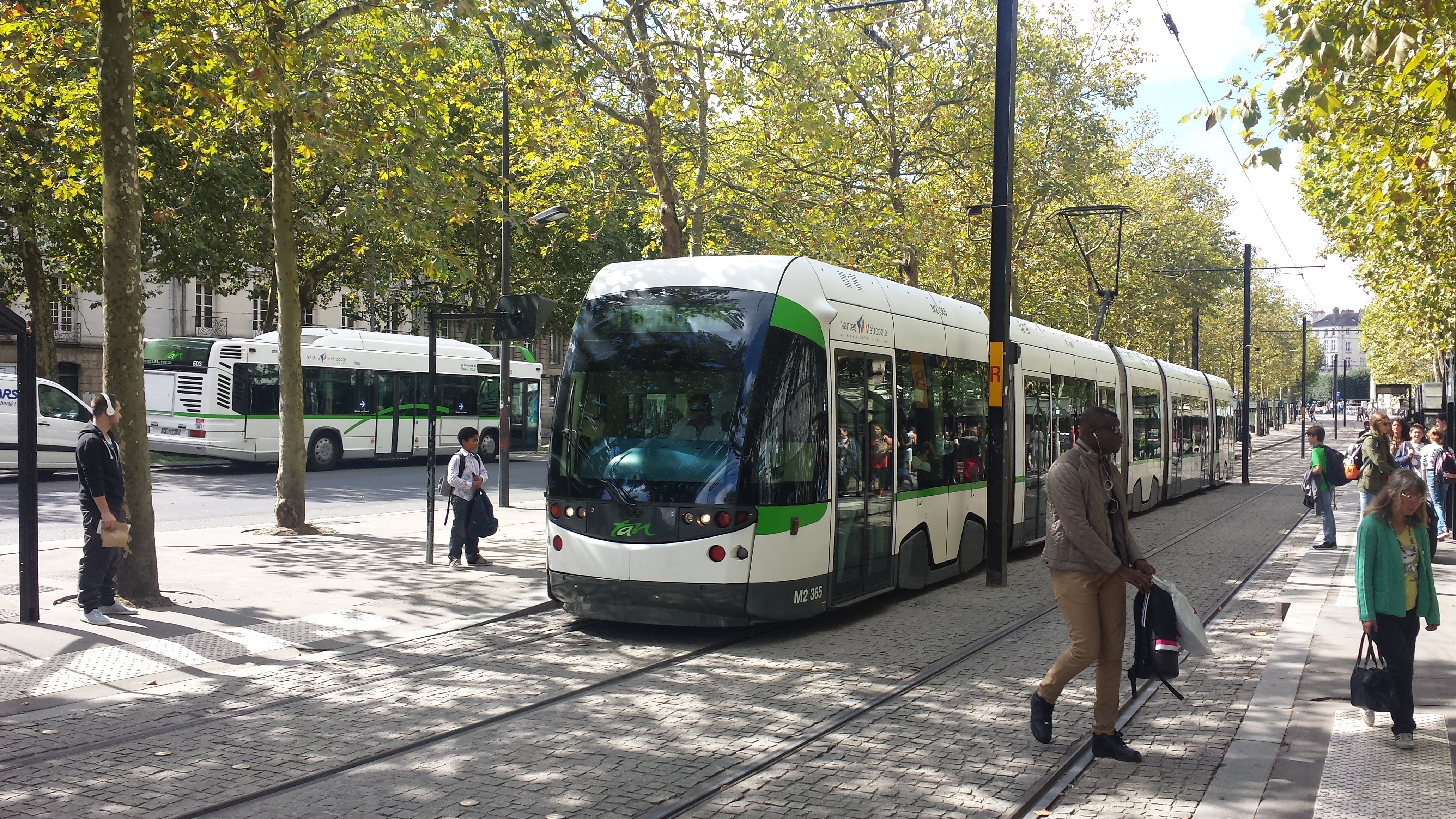
Matricola 391 alla fermata Commerce (2015)

Il successo della linea 1 portò alla decisione di costruire la linea 2, lungo l'asse nord–sud, che si collega con la linea 1 a Place du Commerce. La linea 2 fu inaugurata nel settembre 1992, con un capolinea sud a Trocadière fino a 50-Otages, appena a nord del centro città. Successive estensioni verso nord raggiunsero Orvault Grand Val due anni dopo. La prima sezione della linea 3 fu inaugurata nell’agosto 2000. Questa condivideva i binari con la linea 2 dal suo capolinea sud a Hôtel Dieu, a sud di Place du Commerce, fino a un punto poco a nord della fermata Commerce, da dove proseguiva su binari propri fino a Longchamp, nel nord-ovest della città.
Nel agosto 2000, la linea 1 è stata estesa verso ovest fino a François Mitterrand, aggiungendo diverse nuove fermate. La fermata Bellevue è diventata un importante nodo di trasporto. Con l'estensione, le vecchie fermate Rommanet e Jamet sono state abbandonate: Rommanet è stata dismessa (ma binari e banchine sono rimasti), mentre Jamet è stata riaperta anni dopo come capolinea di una diramazione. La nuova stazione Rommanet è stata ricostruita pochi metri più avanti lungo il nuovo tracciato.

Nell’aprile 2004, la linea 3 è stata estesa da Longchamp fino a Sillon de Bretagne. Nell’agosto 2005, la linea 2 è stata prolungata di 2,2 km e tre stazioni da Trocadière a Neustrie. Nel settembre 2007, è stato costruito un breve ramo con capolinea a Pont Rousseau, separato dalla linea 2, e la linea 2 è stata accorciata, terminando lì anziché a Neustrie. Come compensazione, la linea 3 è stata prolungata da Hôtel Dieu fino a Neustrie.
Nel gennaio 2009, la linea 3 è stata estesa di circa 600 metri da Sillon de Bretagne fino al deposito autobus preesistente di Marcel Paul, che è stato convertito per accogliere anche i tram. È stato creato un nuovo capolinea, anch’esso chiamato Marcel Paul, adiacente al deposito. Nell’ottobre 2012, è stato realizzato un nuovo ramo di 800 metri all’estremità est della linea 1, con un capolinea a Ranzay, come parte della prima fase del progetto per collegare le linee 1 e 2. Lo stesso giorno è entrato in servizio il primo dei dodici nuovi tram CAF Urbos, ordinati nel 2010.

## Materiale rotabile

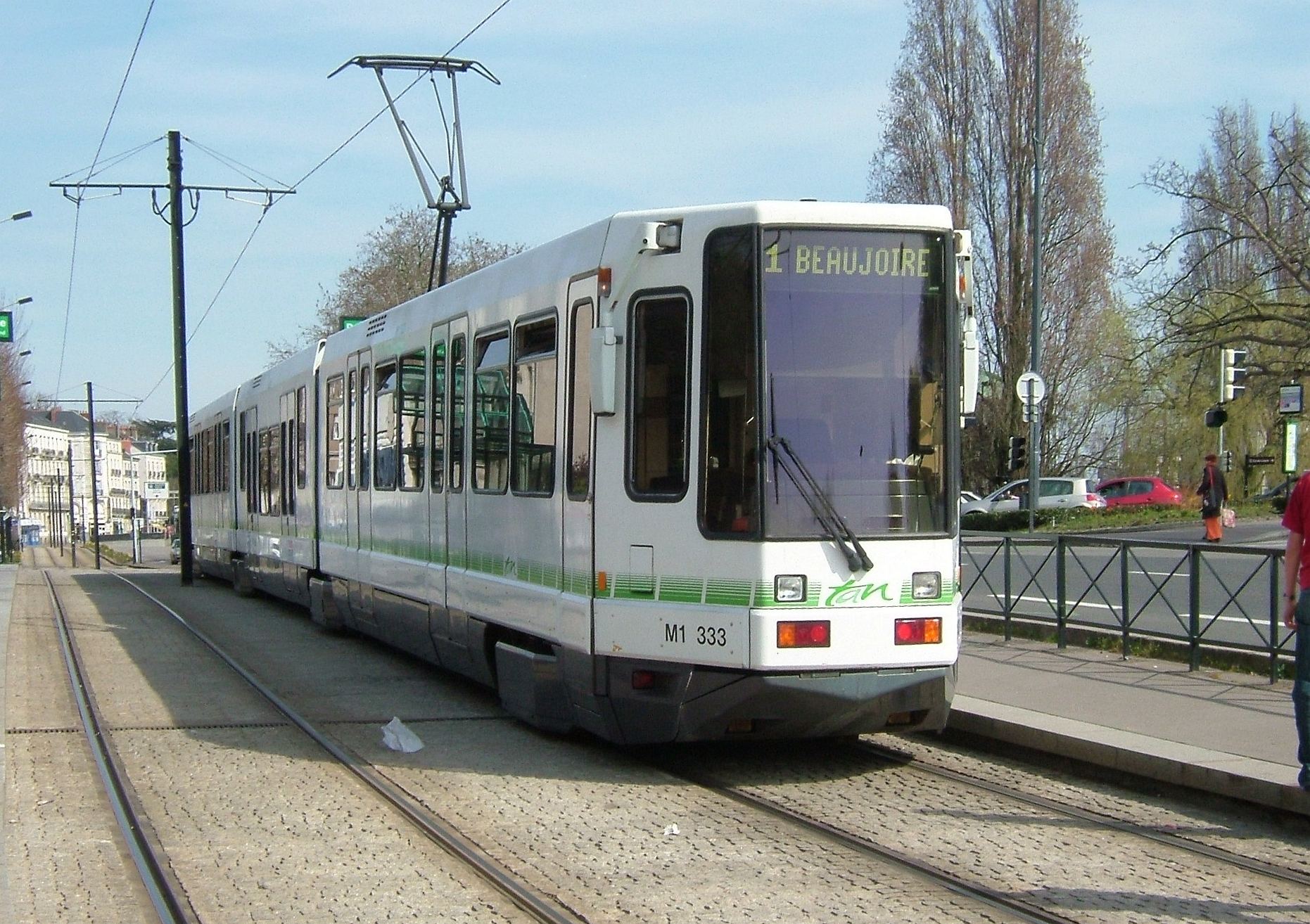
Tram in servizio a Nantes

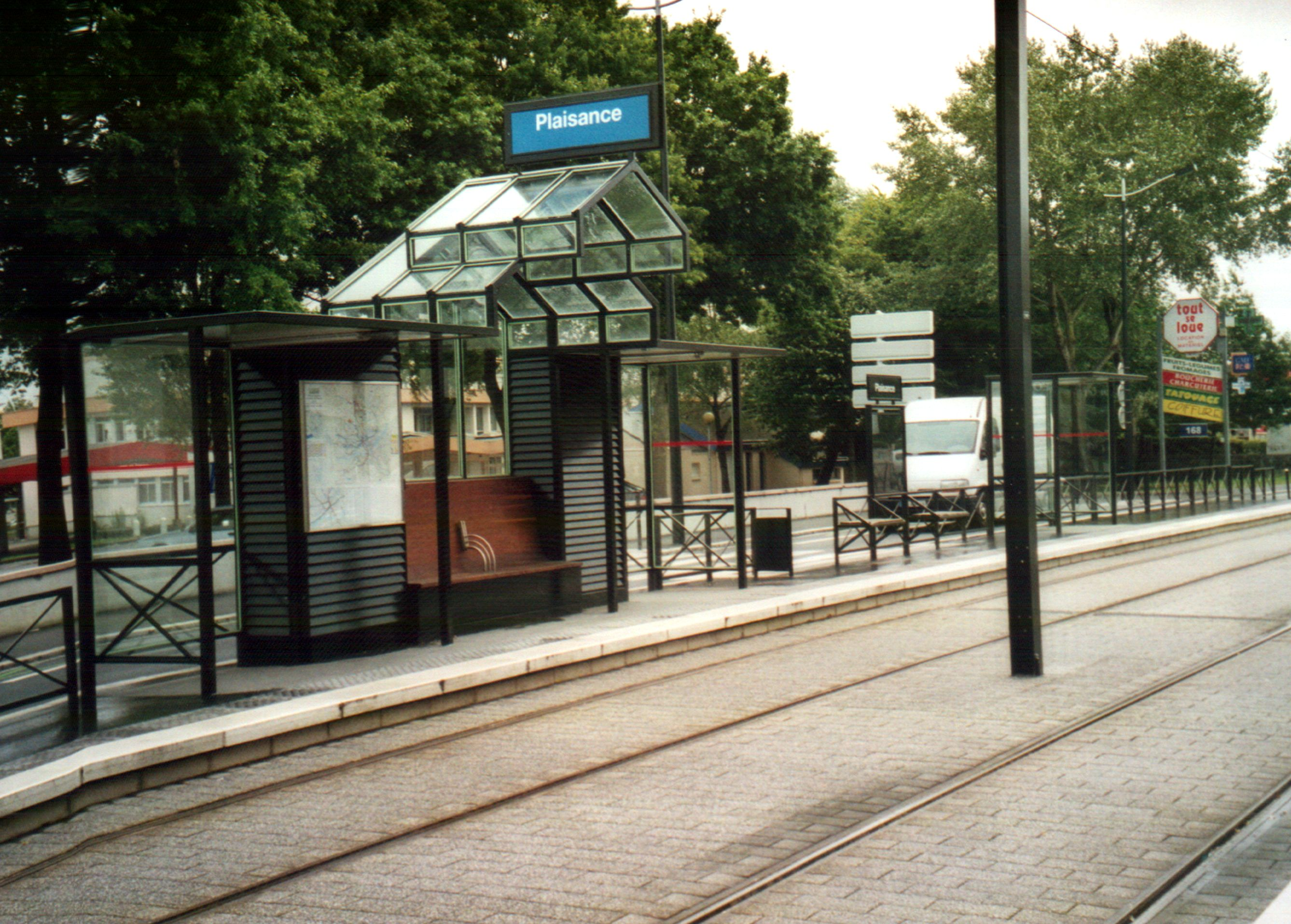
La fermata di Plaisance

Il parco vetture è formato da quarantasei tram di tipo Tramway Français Standard o TFS, prodotti dal gruppo Alstom e trentatré di tipo Incentro, prodotti dalla Bombardier. I primi hanno lunghezza di circa quaranta metri, per una larghezza di due e trenta ed una capacità di trasporto pari a 353 passeggeri, 58 seduti e 285 in piedi: nel 2010 sono stati completamente restaurati grazie ad un budget di 150.000 €, mentre nel 1992 sono stati dotati di un piano ribassato per permettere l'accesso alle persone con difficoltà motorie; questo tipo di tram opera su tette le linee. I secondi invece hanno una lunghezza di trentasei metri, una larghezza di due e quaranta ed una capacità di 322 passeggeri, con 72 posti a sedere e 250 in piedi: questo tipo di tram opera sulle linee 1 e 3. Per potenziare ulteriormente il parco tranviario, nel 2010 sono stati ordinati otto tram di tipo Urbos 3, costruiti dalla CAF: hanno una lunghezza di trentasette metri e una capacità di 249 passeggeri, con piano completamente ribassato; il primo tram verrà consegnato nel corso del 2012. Dal 2000, su tutte le vetture, la voce che segnala le fermate è di Yolande Brun; inoltre è presente una tram storico, risalente al 1913, la Motrice Jeumont n°144, che viene utilizzata in particolari occasioni festive.

## Progetti futuri
Numerosi sono i progetti di ampliamento della rete: il principale è quello di congiungere le linee 1 e 2 al nord della città formando una sorta di anello; tale progetto, della lunghezza di circa tre chilometri, è in fase di realizzazione dal 2011, nonostante nel 2009 ci fossero stati gravi problemi finanziari. Si è inoltre ipotizzato un prolungamento della Linea 1 verso la città di Carquefou e la realizzazione di una nuova linea, chiamata Linea 5, che dovrebbe unire la zona di Chantenay con il futuro centro d'affari Euronantes, passando per l'Île de Nantes: la linea dovrebbe essere aperta nel 2020.